# Scandal (cântec Queen)
"Scandal" este un cântec al trupei britanice de muzică rock Queen. A fost lansat ca cel de-al patrulea single din albumul din 1989 The Miracle și a ajuns pe locul 25 în Marea Britanie. Single-ul a fost lansat în Statele Unite, dar nu a reușit să ajungă in topuri.

## Compoziție
"Scandal", scrisă de Brian May, dar creditat cu Queen, este vorba de atenția nedorită a lui May și a solistului Freddie Mercury ce au primit-o din partea presei, la sfârșitul anilor 1980, care implică divorțul lui May de prima lui soție, Chrissie Mullen, și relația lui cu actrița Anita Dobson și speculațiile în creștere din mass-media despre starea de sănătate a lui Mercury. Mercury a fost testat pozitiv pentru HIV în 1987, și nu a anunțat că suferă de virus până la o zi înainte de moartea sa, în noiembrie 1991, dar schimbările în aspectul său, în special pierderea în greutate, a ajutat speculațiile că el a fost grav bolnav.

## Înregistrare
May a înregistrat clapele si chitara intr-o singură dată. Vocea lui Mercury a fost inregistrată, de asemenea, o singură dată .

## Videoclipul
Videoclipul pentru piesa a prezenta trupa cântând pe o scenă concepută pentru a arata ca un ziar - acesta a fost filmat la Studiourile Pinewood , în septembrie 1989, și este notabil pentru aspectul "slab" al lui Mercury.
În comentariul audio inclus cu videoclipul în Queen: Greatest Video Hits 2, Roger Taylor a declarat: "Nu este una dintre melodiile mele preferate. Una dintre cele mai plictisitoare videoclipuri pe care le-am făcut vreodată."

## Fața B
Versiunea originală a piesei "My Life Has Been Saved" a fost prezentată pe Fața B a single-ului, înainte ca May, Taylor, Deacon și Richards să-l refacă pentru cel de-al cincisprezecelea album de studio Made in Heaven. Versiunea din 1995 înlocuiește originalul intro de chitară cu sintetizatoare ce au fost cântate de basistul John Deacon.

## Personal
- Freddie Mercury - lead și voce de fundal
- Brian May - chitara electrica, tastaturi
- Roger Taylor - tobe, vibraslap
- John Deacon - chitară bas
- David Richards - sintetizator bas, sampler

## Performanțe în clasament
| Graficul (1989)     | Poziție maxima |
| ------------------- | -------------- |
| Dutch Singles Chart | 12             |
| Irish Singles Chart | 14             |
| UK Singles Chart    | 25             |